# Alexandre Wollner

Logo do Banco Itaú, com características diferentes das projetadas por Wollner

Logo da Klabin

Alexandre Wollner (São Paulo, 16 de setembro de 1928 — São Paulo, 4 de maio de 2018) foi um designer gráfico brasileiro.

## Biografia
Wollner é considerado o pai do design moderno no Brasil, tendo participado de uma série de entidades importantes no fortalecimento do design. 
Quando adolescente, estudou no Instituto de Arte Contemporânea do Museu de Arte de São Paulo. Devido ao bom desempenho, conseguiu uma bolsa para estudar na recém-criada Escola da Forma de Ulm (sucessora da Bauhaus). Wollner teve seu estilo influenciado pela arte concreta.
Ao voltar ao Brasil, criou, juntamente com Geraldo de Barros, Ruben Martins e Walter Macedo, a FormInform, escritório pioneiro em design no país. 
Embora não tivesse o diploma de "designer gráfico" reconhecido, ganhou permissão especial do Ministério da Educação para lecionar em cursos superiores, participando assim, da fundação da primeira escola de design do país, a Escola Superior de Desenho Industrial do Rio de Janeiro (ESDI).
Em setembro de 2010, foi agraciado com o oficialato da Ordem do Ipiranga pelo Governo do Estado de São Paulo.
Em 1 de maio de 2018, Alexandre Wollner sofreu um acidente vascular cerebral (AVC) e foi internado no Hospital São Paulo, vindo a falecer alguns dias depois, aos 89 anos de idade.

## Logos
Dentre os vários trabalhos desenvolvidos, destacam-se os logotipos das empresas: Itaú, Elevadores Atlas, Sardinhas Coqueiro, Klabin, Ultragás, Philco, Hering entre muitas outros.
Embora as cores e as formas originais do logo do Banco Itaú tenham sido desenhadas por Wollner, elas foram alteradas por Francesc Petit, um dos fundadores da agência DPZ, que sugeriu a cor laranja, a qual seria um suposto agregador de jovialidade, desconsiderando a pesquisa histórica do projeto original.

## Concurso do Banco Central

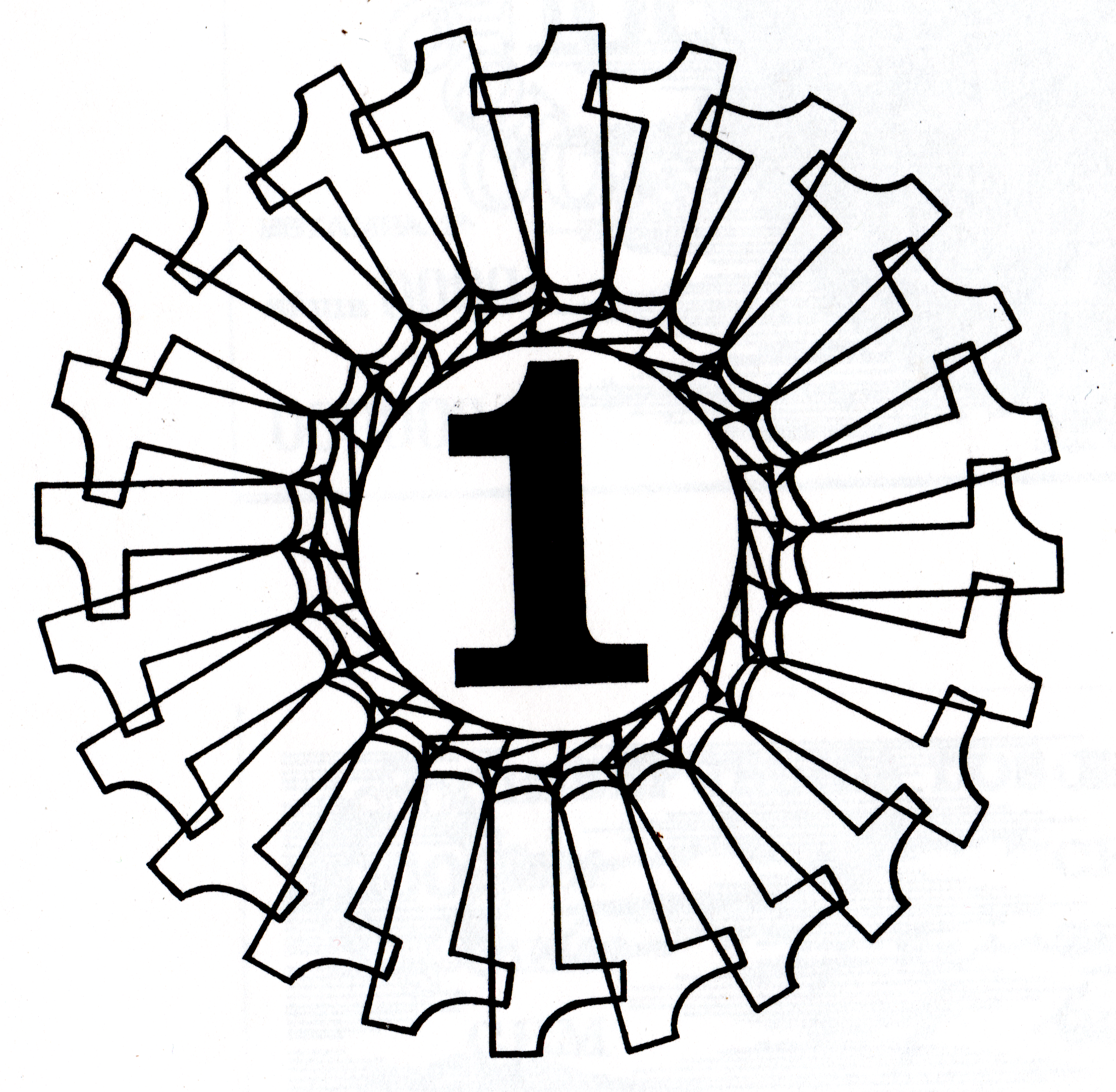
Um que compunha a estampagem da cédula de Um Cruzeiro desenhada por Vollner, em 1966.

Em 1966 o Banco Central do Brasil realizou um concurso para a escolha das cédulas para o padrão monetário do Cruzeiro (1970–1986) e Wollner foi um do participantes, porém, o projeto vencedor foi de Aloísio Magalhães.

## Livros publicados
- 50 anos de design gráfico no Brasil: coletânea de portfólios. Edição Eduardo Viotti. São Paulo: Market Press, 2000.
- WOLLNER, Alexandre. Alexandre Wollner. Apresentação Roberto A. Schumaker. São Paulo: Senac, 1999.
- WOLLNER, Alexandre. Design visual 50 anos. São Paulo: Cosac & Naify, 2003.